# Albrecht mladší ze Šternberka a Lukova
Albrecht mladší ze Šternberka a Lukova († asi 1496) byl český šlechtic, který pocházel z moravské větve rodu Šternberků. 

## Život
Jeho otcem byl Matouš ze Šternberka a Holešova. 
První písemná zmínka pochází z roku 1475, kdy byl nucen na příkaz zemského soudu dořešit otcův prodej majetku. Albrecht, který sídlil na poničeném hradu Lukově, začal s jeho opravou a přístavbou nových obranných prvků. 
Jeho manželkou se stala Marta z Miličína, se kterou však měl pouze dceru Ludmilu. Poslední zmínka o Albrechtovi je z roku 1496, kdy pravděpodobně zemřel. Tím tato rodová větev vymřela po meči.
Jeho dceři Ludmile byly v té době tři roky. Správy Lukova se ujal vzdálený prastrýc Albrecht starší ze Šternberka a Lukova. Ludmila se zasnoubila se Smilem Kunou z Kunštátu, kterého si ale nakonec nevzala, a vdala se za Jana z Ludanic. Lukov s panstvím však byli nuceni odevzdat Šternberkové pánům z Kunštátu.  